# Hadulipolia agrotiformis
Hadulipolia agrotiformis är en fjärilsart som beskrevs av Max Wilhelm Karl Draudt 1950. Hadulipolia agrotiformis ingår i släktet Hadulipolia och familjen nattflyn. Inga underarter finns listade i Catalogue of Life.